# Rheinland-Pfalz
Rheinland-Pfalz er en tysk delstat med 4.129.569 indbyggere (31. december 2024) og et areal på 19.846 km². Rheinland-Pfalz har grænse til Nordrhein-Westfalen, Hessen, Baden-Württemberg, Frankrig, Saarland, Luxemburg og Belgien. Hovedstaden er Mainz.

## Historie
Staten Rheinland-Pfalz blev oprettet i 1946 ved sammenlægning af Rhein-Pfalz med de sydlige dele af den preussiske Rheinprovins og dele af det vestlige Hessen.

## Kommuner og deres indbyggertal
Indbyggertallet i de mest folkerige kommuner i Rheinland-Pfalz:
| Kommune                    | 2015    | 2013    | 2009    | 2000    | Udvikling 2000–2009 i % |
| -------------------------- | ------- | ------- | ------- | ------- | ----------------------- |
| Mainz                      | 209.779 | 204.268 | 197.778 | 182.870 | +8,15                   |
| Ludwigshafen am Rhein      | 164.718 | 161.518 | 163.340 | 162.233 | +0,68                   |
| Koblenz                    | 112.586 | 110.643 | 106.446 | 107.950 | −1,39                   |
| Trier                      | 114.914 | 107.233 | 104.587 | 99.410  | +5,21                   |
| Kaiserslautern             | 98.520  | 97.162  | 99.275  | 99.825  | −0,55                   |
| Worms                      | 82.102  | 80.296  | 81.784  | 80.361  | +1,77                   |
| Neuwied                    | 64.340  | 63.883  | 64.591  | 67.057  | −3,68                   |
| Neustadt an der Weinstraße | 52.999  | 52.400  | 53.525  | 53.917  | −0,73                   |
| Speyer                     | 50.284  | 49.740  | 49.811  | 49.776  | +0,07                   |
| Bad Kreuznach              | 49.406  | 48.229  | 43.485  | 43.164  | +0,74                   |
| Frankenthal (Pfalz)        | 48.363  | 47.332  | 46.874  | 47.763  | −1,86                   |
| Landau in der Pfalz        | 45.362  | 43.825  | 42.994  | 41.122  | +4,55                   |
| Pirmasens                  | 40.125  | 40.101  | 40.808  | 45.212  | −9,74                   |
| Zweibrücken                | 34.260  | 34.084  | 34.109  | 35.719  | −4,51                   |
| Andernach                  | 29.441  | 29.027  | 29.589  | 29.319  | +0,92                   |
| Idar-Oberstein             | 28.350  | 28.323  | 30.759  | 33.646  | −8,58                   |
| Bad Neuenahr-Ahrweiler     | 27.468  | 26.934  | 27.464  | 27.061  | +1,49                   |
| Ingelheim am Rhein         | 26.546  | 24.283  | 24.050  | 24.678  | −2,54                   |
| Bingen am Rhein            | 24.987  | 24.234  | 24.134  | 24.710  | −2,33                   |
| Germersheim                | 20.587  | 20.201  | 20.706  | 20.134  | +2,84                   |
| Haßloch                    | 20.254  | 19.911  | 20.441  | 20.781  | −1,64                   |

## Administrativ opdeling
Delstaten Rheinland-Pfalz er opdelt i 24 Landkreise og 2.300 kommuner (fra 1. januar 2025), heraf 12 Kreisfrie kommuner. Derunder en særlig opdeling for Rheinland-Pfalz i 163 Verbandsgemeinden (Kommuneforbund), 37 verbandsfrie kommuner (deraf 8 store kreistilhørende kommuner ) og 2.257 Ortsgemeinden (landsbykommuner). I delstatens landkreise bor 3.051.313 og i de 12 kreisfrie kommuner 1.009.792 indbyggere(2004).

### Landkreise
(med bilregistrerings kendingsbogstaver)
| 1. Ahrweiler (AW) 2. Altenkirchen (AK) 3. Alzey-Worms (AZ) 4. Bad Dürkheim (DÜW) 5. Bad Kreuznach (KH) 6. Bernkastel-Wittlich (WIL) 7. Birkenfeld (BIR) 8. Cochem-Zell (COC) 9. Donnersbergkreis (KIB) 10. Eifelkreis Bitburg-Prüm (BIT) 11. Germersheim (GER) 12. Kaiserslautern (KL) 13. Kusel (KUS) 14. Mainz-Bingen (MZ) 15. Mayen-Koblenz (MYK) 16. Neuwied (NR) 17. Rhein-Hunsrück-Kreis (SIM) 18. Rhein-Lahn-Kreis (EMS) 19. Rhein-Pfalz-Kreis (RP, ehem. LU) 20. Südliche Weinstraße (SÜW) 21. Südwestpfalz (PS) 22. Trier-Saarburg (TR) 23. Vulkaneifel (DAU) 24. Westerwaldkreis (WW) |

### Kreisfreie kommuner
(mit Autokennzeichen)
| 1. Frankenthal (Pfalz) (FT) 2. Kaiserslautern (KL) 3. Koblenz (KO) 4. Landau in der Pfalz (LD) 5. Ludwigshafen am Rhein (LU) 6. Mainz (MZ) | 1. Neustadt an der Weinstraße (NW) 2. Pirmasens (PS) 3. Speyer (SP) 4. Trier (TR) 5. Worms (WO) 6. Zweibrücken (ZW) |

## Ministerpræsidenter
- 1947: Wilhelm Boden (CDU)
- 1947 – 1969: Peter Altmeier (CDU)
- 1969 – 1976: Helmut Kohl (CDU)
- 1976 – 1988: Bernhard Vogel (CDU)
- 1988 – 1991: Carl-Ludwig Wagner (CDU)
- 1991 – 1994: Rudolf Scharping (SPD)
- 1994 - 2013: Kurt Beck (SPD)
- 2013 - 2024:  Malu Dreyer (SPD)
- siden 2024: Alexander Schweitzer (SPD)

49°54′47″N 7°26′59″Ø / 49.91306°N 7.44972°Ø